# Лозовое (Краматорский район)
Лозово́е (укр. Лозове) — село в Краматорском районе Донецкой области Украины, входит в Рубцевский сельский совет.

## История
С апреля по сентябрь 2022 село находилось под контролем ВС РФ. 23 сентября, в ходе битвы за Лиман, ВСУ вернули контроль над Лозовым.